# Abbaye de Kempten
752–1803
La principauté abbatiale de Kempten (en allemand Fürststift Kempten), fondée en 752, érigée en état impérial en 1062, était un état ecclésiastique du Saint-Empire romain germanique pendant des siècles, avant d'être annexé par l'électorat de Bavière au cours du recès d'Empire de 1803.

## Géographie et territoire

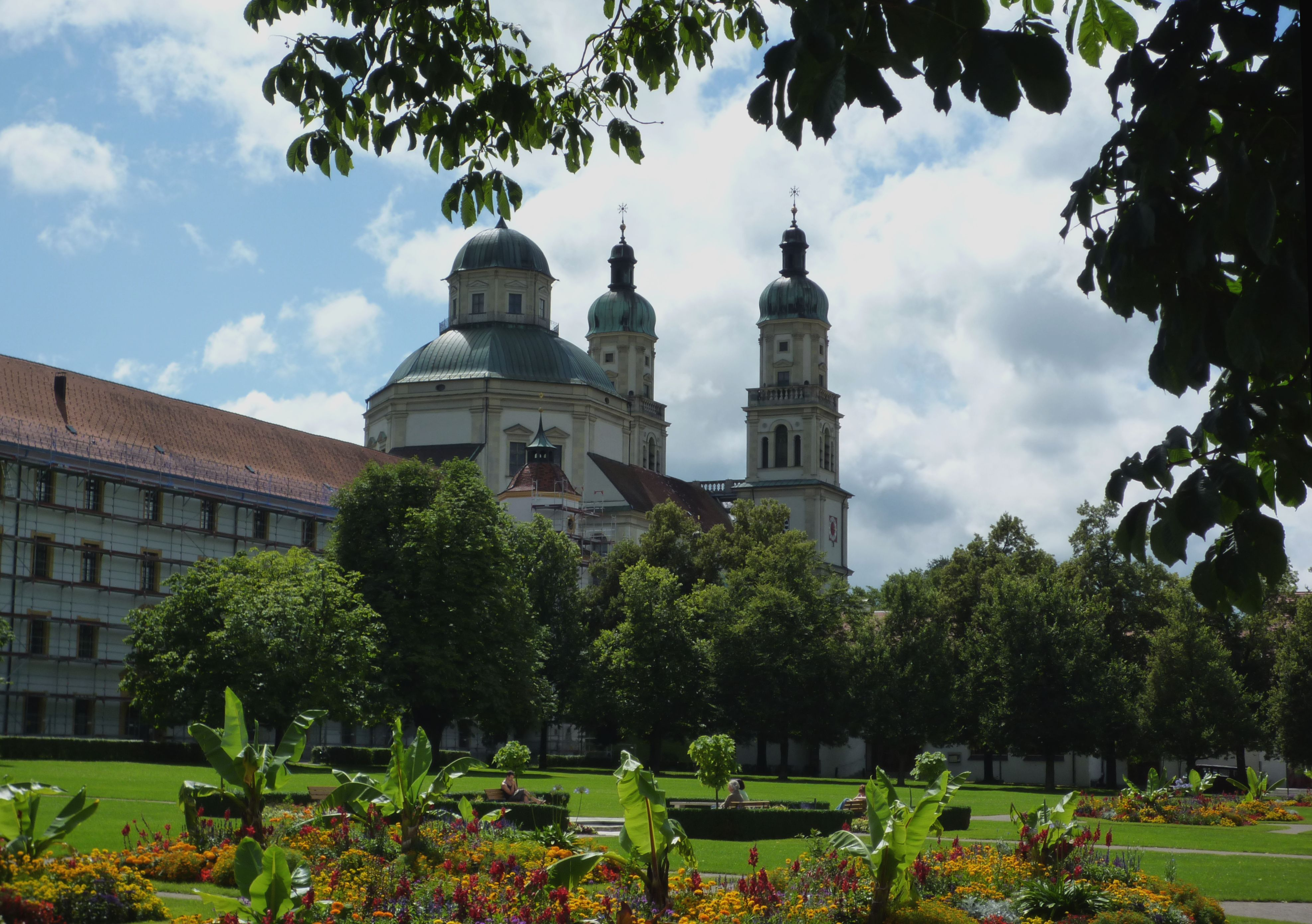
Résidence et église Saint-Laurent.

Située dans l'ancien duché de Souabe, l'abbaye princière était, par sa superficie, le deuxième des états impériaux du Cercle de Souabe après la principauté épiscopale d'Augsbourg. Elle s'étendait en 1802 du quartier Martinszell de Waltenhofen, au Nord-Ouest Legau, au Nord Bad Grönenbach, au Nord-Est Ronsberg et à l'Est Unterthingau. La ville libre d'Empire de Kempten était une enclave dans son territoire. En 1802, territoire couvrait 1 000 km2 et comprenait neuf marchés, 85 villages et plusieurs centaines de hameaux et de fermes. Au moment de son annexion, elle avait environ 42 000 habitants.

## Fondation

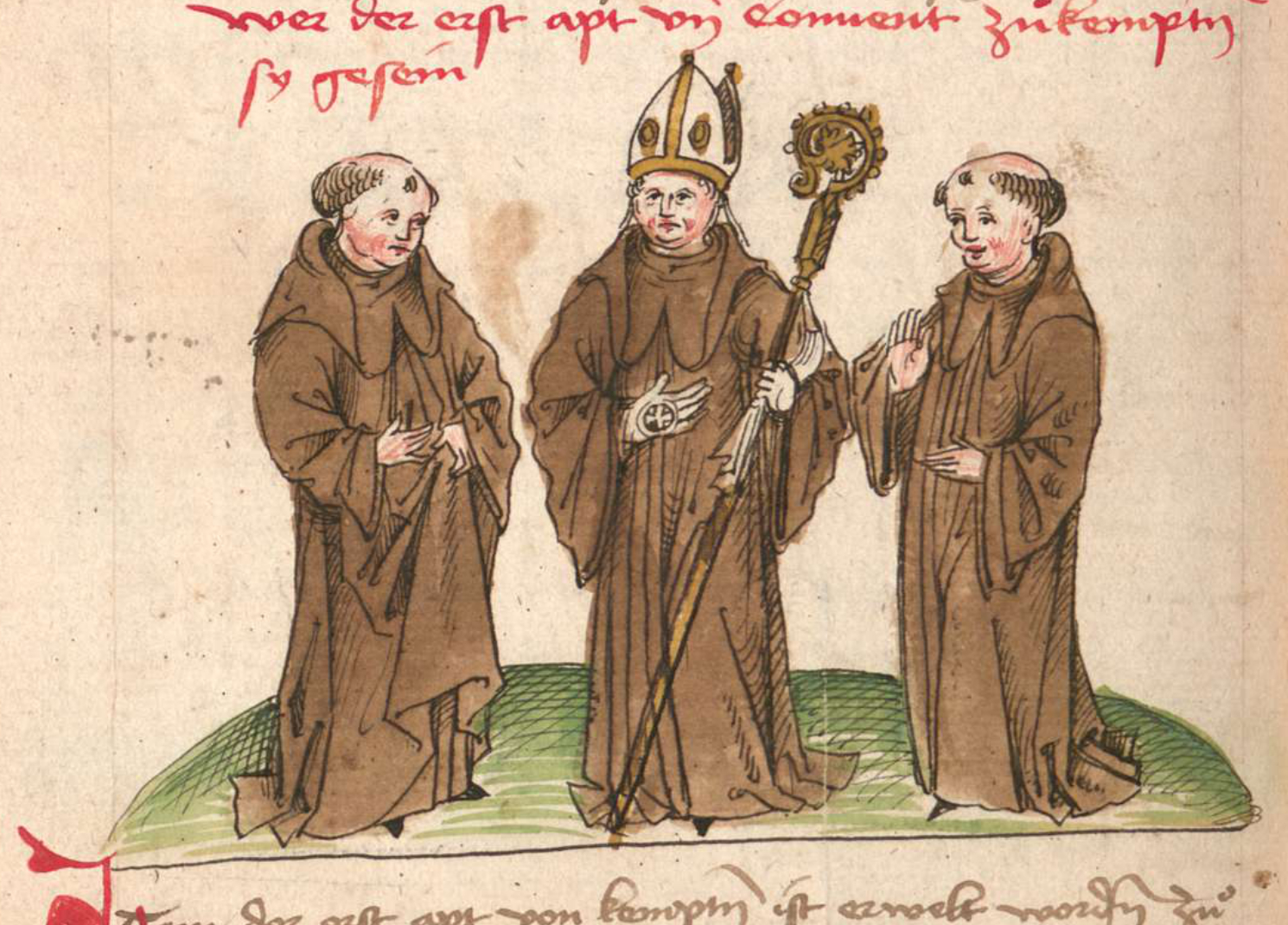
Audogar, le premier abbé de Kempten.

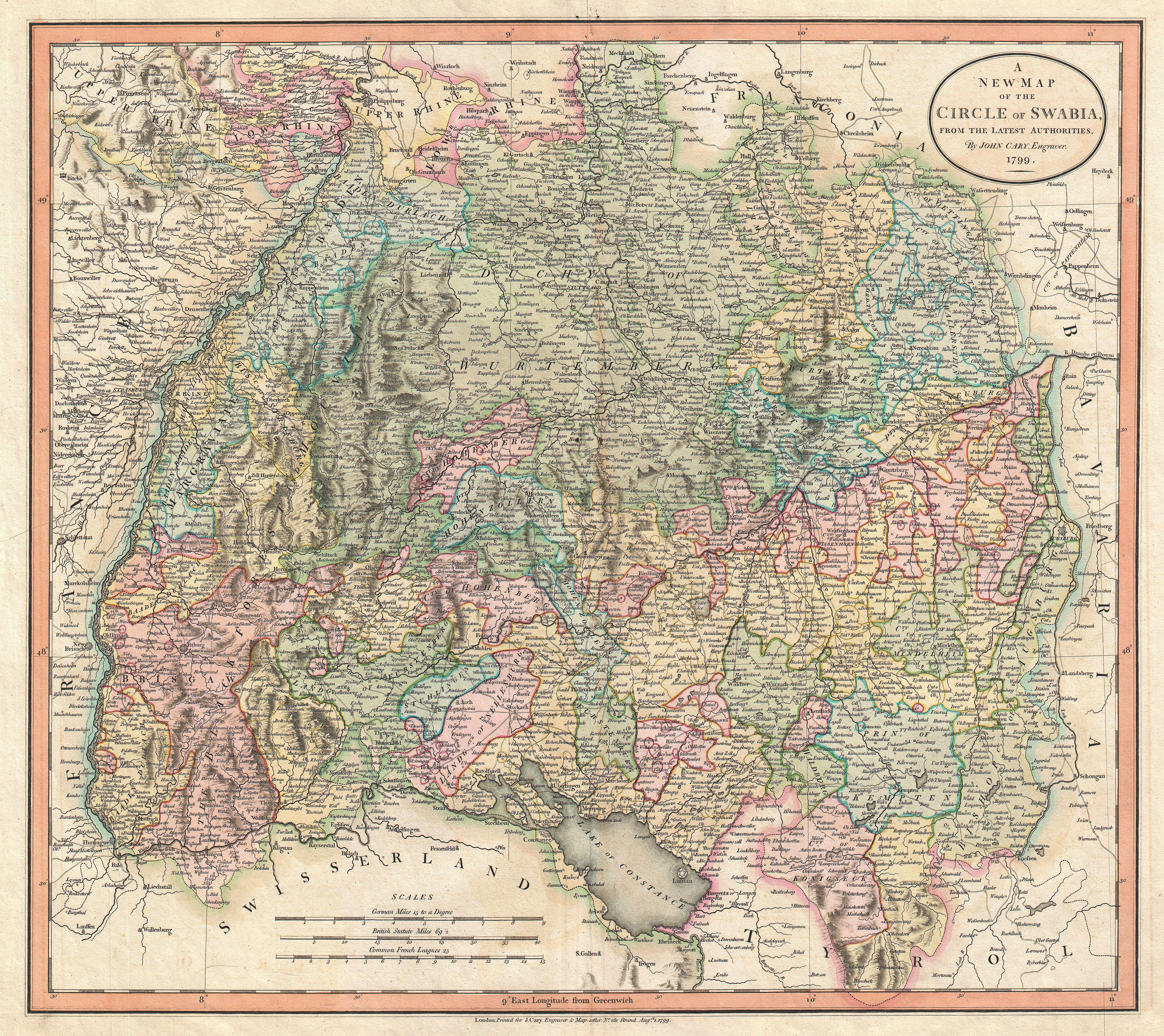
La principauté abbatiale de Kempten (en bleu) dans le cercle de Souabe.

D'après la chronique de Hermann de Reichenau du XIe siècle, le monastère de Kempten, dédiée à la Vierge Marie et aux saints Gordien et Épimaque est fondée en 752 par un certain Audogar (de) qui en est le premier abbé.
L'abbaye a le soutien financier et politique des Carolingiens, notamment de Hildegarde de Vintzgau, la seconde femme de Charlemagne, et de leur fils Louis le Pieux. Elle devient rapidement une des abbayes les plus importantes de l’Empire carolingien. Après des invasions magyars, elle est reconstruite en 941 par l'abbé Ulrich d'Augsbourg.

## Statut impérial

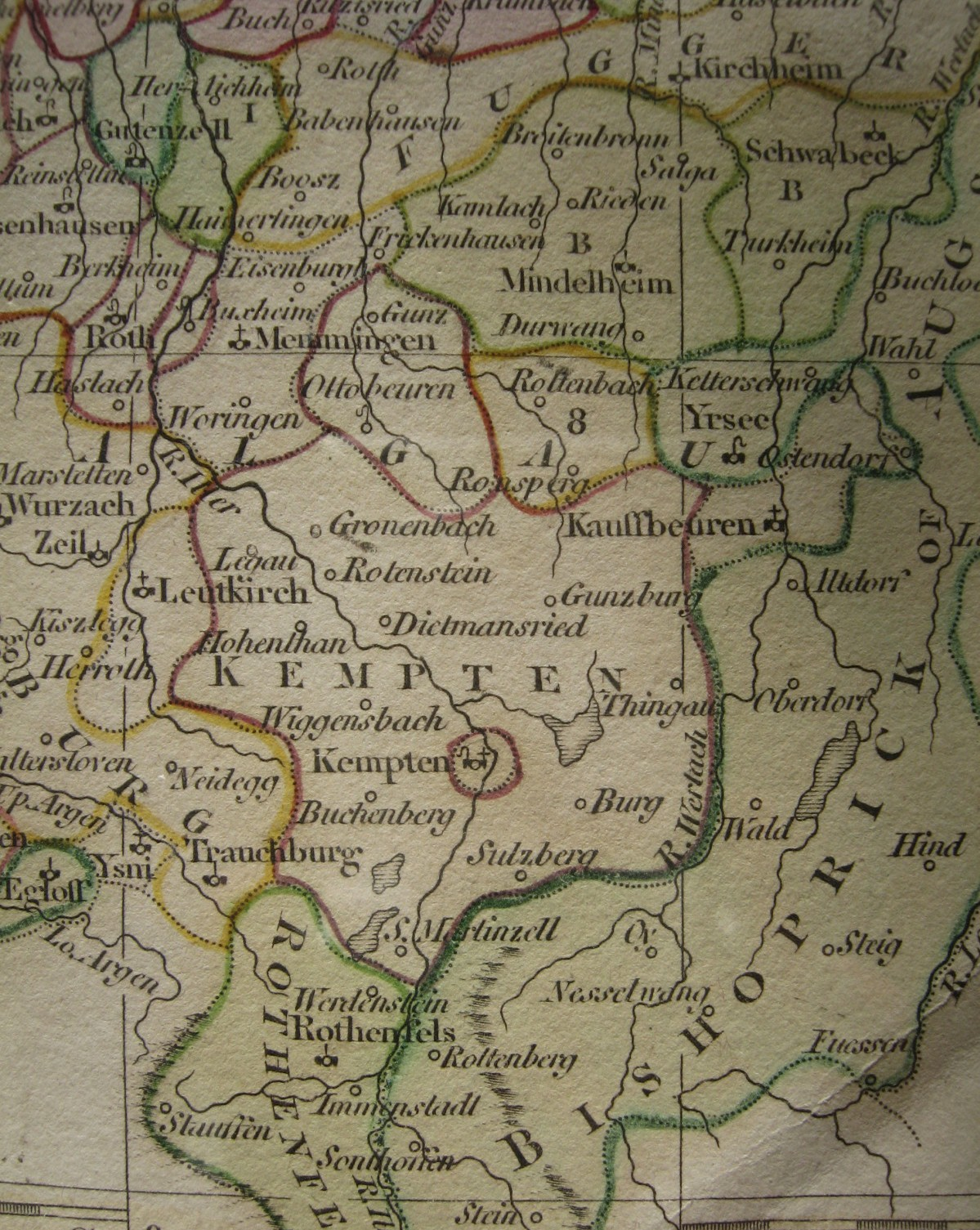
Ville impériale et abbaye impériale de Kempten, vers 1800.

Le statut d'immédiateté impériale (Reichsfreiheit) est confirmé par Henri IV du Saint-Empire en 1062. Au XIIe siècle, les abbés de Kempten prennent le titre de Prince-abbé (Fürstabt). En 1213, Frédéric II du Saint-Empire de la maison de Hohenstaufen accorde au territoire de l'abbaye les droits juridiques, financiers et militaires dévolus aux comtes (pouvant dès lors exercer les « Grafenrechte ») et aux intendants impériaux (leur attribuant les « Vogteirechte ») exercés auparavant par la famille éteinte des margraves Ronsberg (de), droits confirmés par son fils Henri II de Souabe en 1224. Plusieurs tentatives de leurs successeurs Conrad IV du Saint-Empire et Rodolphe Ier du Saint-Empire de récupérer la souveraineté séculière échouent. Le développement de l’abbaye comme état impérial culmine avec l'obtention du droit de siéger à la Diète d'Empire avec un droit de vote individuel, une « Virilstimme (de) » en 1548. Le prince-abbé de Kempten avait, après le primat de Fulda, préséance sur tous les abbés de l'Empire.
Par un privilège du roi Rodolphe Ier du Saint-Empire, la ville de Kempten elle-même est exclue de l'autorité de l’abbaye, et devient une Ville libre d'Empire, le début d'une longue rivalité entre les deux entités. Pendant la Guerre des Paysans allemands en 1525, le prince-abbé Sebastian von Breitenstein (de) se réfugie dans la forteresse de Hauptburg Liebenthann (de) assiégée par les troupes paysannes du « « Allgäuer Haufen » (de) », mais doit finalement demander abri et protection dans les murs de la ville de Kempten. Pour prix, la ville l'oblige de lui vendre les derniers droits qu'il avait encore sur elle, moyennant quand-même une belle somme d'argent (30 000 florins (Gulden)). Ainsi coexistèrent deux territoires indépendants portant le même titre, et proches l'un de l’autre.

## Guerre de Trente Anset reconstruction

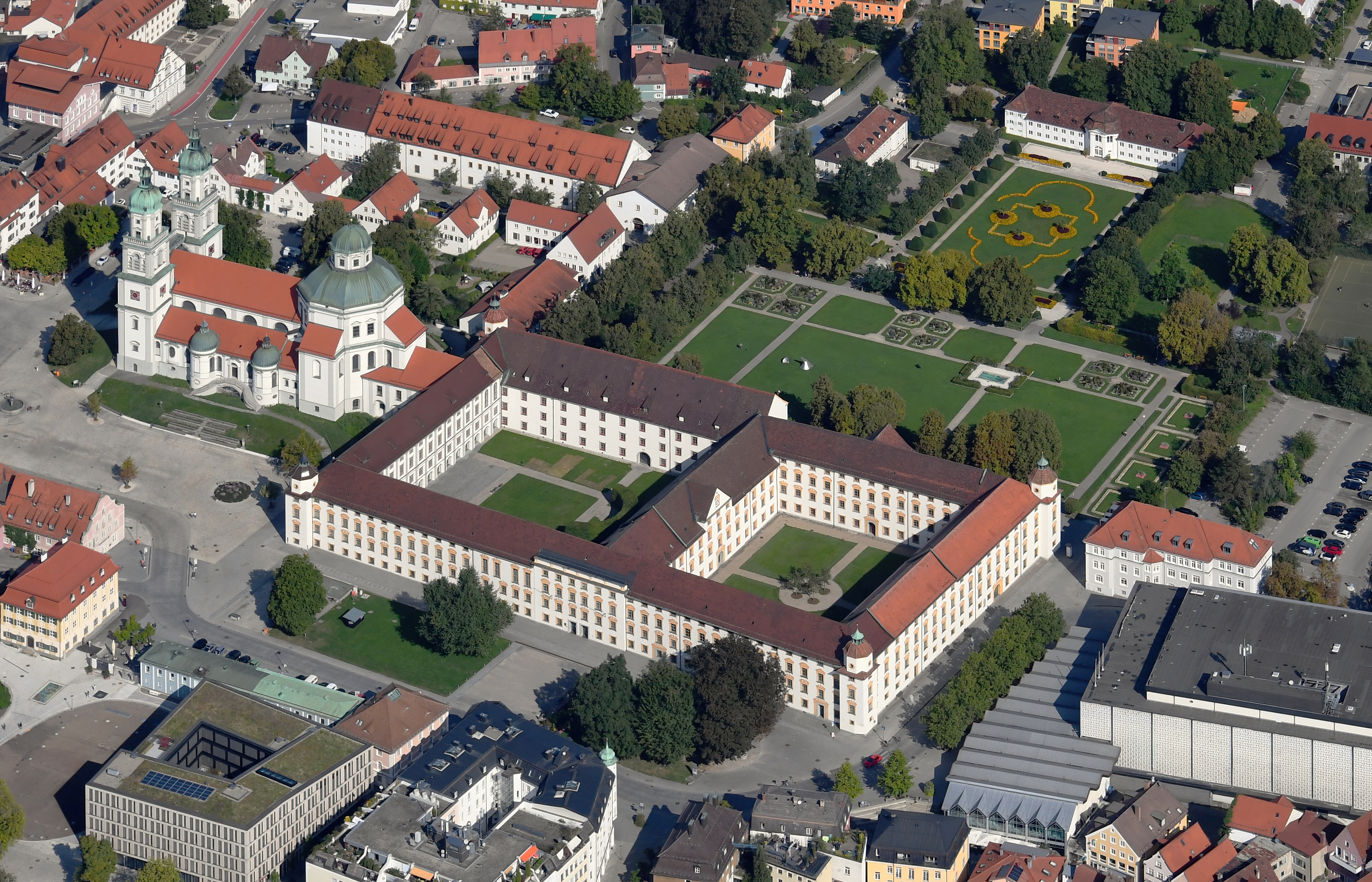
Le centre de la principauté abbatiale était la résidence du prince-abbé avec l'église abbatiale Saint-Laurent.

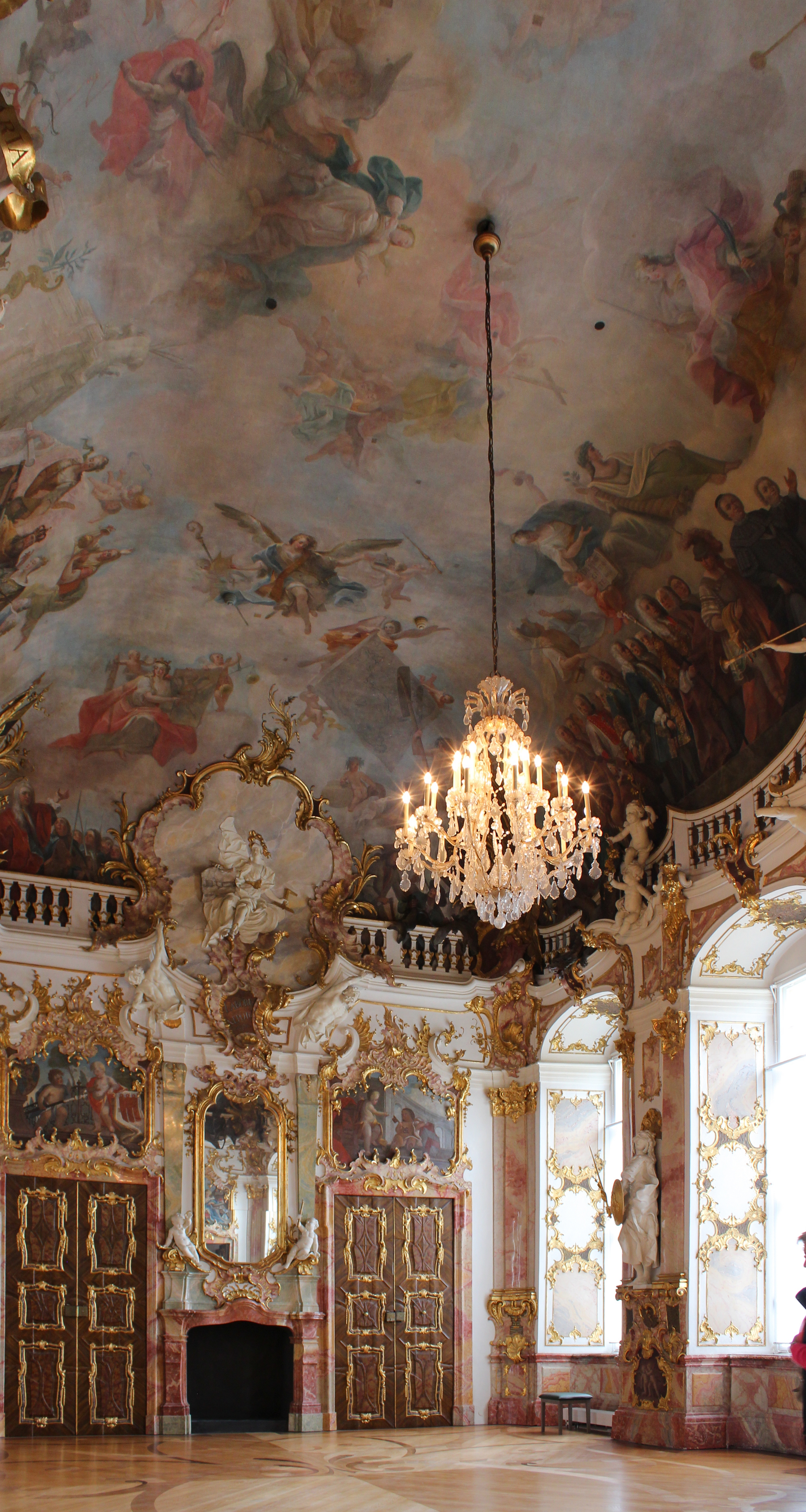
Salle du trône de la résidence.

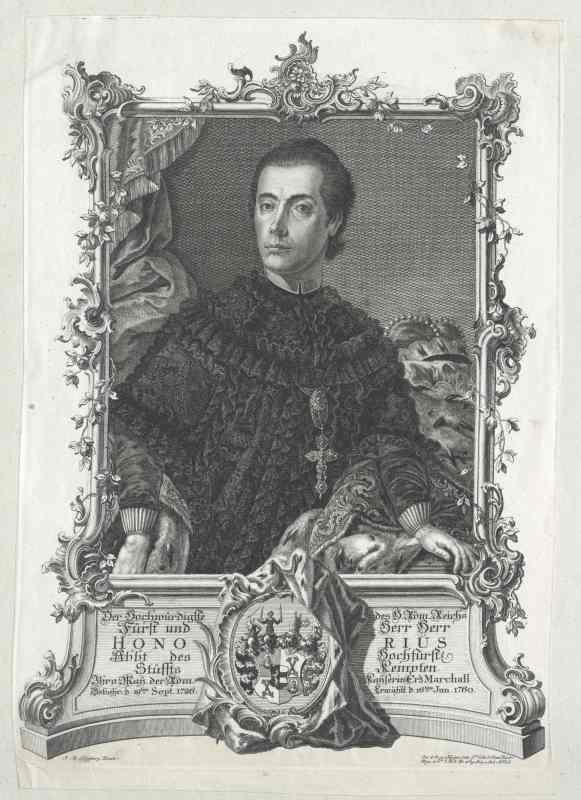
Honorius Roth von Schreckenstein, prince-abbé de Kempten (1760-1785).

La conversion de la ville impériale de Kempten au protestantisme à partir de 1527 est une nouvelle source de conflits avec le monastère catholique. Les représentants de la ville signent en 1529 la protestation zu Speyer (de) et en 1530 la confession d'Augsbourg. De son côté, l'abbaye de Kempten rejoint la Ligue catholique (Saint-Empire) en 1609.
Pendant la guerre de Trente Ans, les bâtiments de l'abbaye sont incendiés et complètement détruits par les troupes suédoises en 1632. La reconstruction débute en 1651. Elle est la première construction baroque monumentale en Allemagne.
Le prince-abbé Roman Giel von Gielsberg (de) fait appel à l'architecte Michael Beer originaire du Vorarlberg, puis à l'architecte Johann Serro (de) du canton des Grisons. L'ensemble des travaux est terminé en 1673 sans que les deux tours ne soient entièrement achevées. En 1728, le quartier autour de la résidence et de l’église est doté du statut de ville par l'empereur Charles VI du Saint-Empire. Cette ville a notamment une justice indépendante, mais sans posséder une administration municipale indépendante. En 1706 encore, Kempten est le centre d'une controverse religieuse lorsque l'abbé de l'époque confisque une église réformée ce qui provoque en réaction la confiscation par le roi Frédéric Ier de Prusse de l'ensemble des biens bénédictins jusqu'à la restitution de l'église. En 1775 a lieu le dernier procès pour sorcellerie du Saint Empire, durant lequel Anna Maria Schwegelin est condamnée à la mort par décapitation, mais la sentence n'est pas été exécutée.

## Sécularisation et présent
Pendant les guerres napoléoniennes, le territoire de l'abbaye est occupé par les troupes de l'électorat de Bavière en 1802. L'abbaye est dissoute par le recès d'Empire (Reichsdeputationshauptschluss) en 1803. Le territoire de l'abbaye et la ville libre de Kempten sont annexés par la Bavière, et en 1819, les deux villes de Kempten sont fusionnées en une simple entité communale au sein du royaume de Bavière.
Après la dissolution, un ensemble de 94 tableaux de la collection du prince-abbé sont transférés à Munich. Les archives sont transférés et se trouvent dans le Staatsarchiv Augsburg (de). La bibliothèque est transférée en partie à Augsbourg, en partie à l'Kloster Metten, de nombreux livres restent sur place. Une partie de la bibliothèque revient par une donation de Paul Huber (1917–2010), l'ancien propriétaire des éditions Kösel-Verlag (de).
L'église Saint-Laurent est actuelle l'église paroissiale de la paroisse de Saint-Laurent (de). La résidence est utilisée pour héberger des administrations municipales et régionales. Les salles d'apparat de la résidence (de) sont ouvertes aux visites guidées.

## Source
- (en) Cet article est partiellement ou en totalité issu de l’article de Wikipédia en anglais intitulé « Imperial Ducal Abbey of Kempten » (voir la liste des auteurs).